# Narcisa Iorga
Narcisa Clementina Iorga (n. 25 februarie 1970, Drobeta Turnu Severin, România) este un jurnalist român, fostă membră a Consiliului Național al Audiovizualului.
Este cunoscută pentru intervențiile clarificatoare cu privire la deciziile CNA în cadrul emisiunilor TV. Ulterior încetării mandatului de membru al Consiliului National al Audiovizualului, și-a continuat activitatea jurnalistică prin intermediul platformelor social-media unde a publicat analize cu privire la diferite subiecte politice și mass-media, dar și prin intervenții în cadrul mai multor emisiuni TV. 
Narcisa Iorga a început activitatea jurnalistică în anul 1993, la Jurnalul Național, urcând până la funcția de redactor șef adjunct. A fost producător al talk show-ului ”Milionarii de la miezul nopții”, ”Verde-n față” și ,,Marius Tucă Show", realizate de Marius Tucă în cadrul postului  Antena 1, publicist comentator de politică internă la Evenimentul zilei, producător al mai multor emisiuni realizate la Realitatea TV, ocupând pentru scurt timp și funcția de director de știri al postului patronat de Silviu Prigoană. A fost producător al emisiunii realizate de Mihai Gâdea, atât la Realitatea Tv, cât și la Antena 1.
Între 2005 și 2008, Narcisa Iorga a fost director de comunicare al Partidului Democrat Liberal.
Între 2008 și 2014, a fost membră a Consiliului Național al Audiovizualului. În decembrie 2009, canalul Antena 3 a fost amendat de către CNA pentru faptul că, într-o emisiune electorală, Gabriela Vrânceanu-Firea și Corneliu Vadim Tudor au adresat atacuri la persoana Narcisei Iorga. Ulterior acestui episod, Narcisa Iorga a avut câștig de cauză într-un proces penal intentat împotriva Gabrielei Firea tocmai pentru informațiile defăimătoare transmise de aceasta la adresa fostei membre CNA.